# Маккінлівілл (Каліфорнія)
Маккінлівілл (англ. McKinleyville) — переписна місцевість (CDP) в США, в окрузі Гумбольдт штату Каліфорнія. Населення — 16 262 особи (2020).

## Географія
Маккінлівілл розташований за координатами 40°57′8″ пн. ш. 124°4′29″ зх. д. / 40.95222° пн. ш. 124.07472° зх. д. (40.952279, -124.074805).  За даними Бюро перепису населення США в 2010 році переписна місцевість мала площу 54,43 км², з яких 53,86 км² — суходіл та 0,56 км² — водойми.

## Демографія
Згідно з переписом 2010 року, у переписній місцевості мешкало 15 177 осіб у 6283 домогосподарствах у складі 3861 родини. Густота населення становила 279 осіб/км².  Було 6565 помешкань (121/км²).
Расовий склад населення:
| - 85,7 % — білих - 4,6 % — корінних американців - 1,4 % — азіатів - 0,7 % — чорних або афроамериканців - 0,1 % — вихідців з тихоокеанських островів - 2,2 % — осіб інших рас |

До двох чи більше рас належало 5,3 %. Частка іспаномовних становила 7,1 % від усіх жителів.
За віковим діапазоном населення розподілялося таким чином: 22,7 % — особи молодші 18 років, 64,9 % — особи у віці 18—64 років, 12,4 % — особи у віці 65 років та старші. Медіана віку мешканця становила 36,3 року. На 100 осіб жіночої статі у переписній місцевості припадало 95,9 чоловіків;  на 100 жінок у віці від 18 років та старших — 93,6 чоловіків також старших 18 років.
Середній дохід на одне домашнє господарство  становив 64 384 долари США (медіана — 50 286), а середній дохід на одну сім'ю — 76 108 доларів (медіана — 59 386). Медіана доходів становила 45 059 доларів для чоловіків та 41 504 долари для жінок. За межею бідності перебувало 13,9 % осіб, у тому числі 16,3 % дітей у віці до 18 років та 4,0 % осіб у віці 65 років та старших.
Цивільне працевлаштоване населення становило 7438 осіб. Основні галузі зайнятості: освіта, охорона здоров'я та соціальна допомога — 32,0 %, роздрібна торгівля — 10,8 %, науковці, спеціалісти, менеджери — 9,8 %, мистецтво, розваги та відпочинок — 9,3 %.